# Petterdita
La petterdita és un mineral de la classe dels carbonats, que pertany al grup de la dresserita. Rep el seu nom de William Frederick Petterd (1849-1910), un científic de Tasmània conegut per les seves contribucions a la història natural de l'illa, com a conquiliòleg, entomòleg i en particular com a mineralogista. És considerat com el "pare de la mineralogia" a Tasmània.

## Característiques
La petterdita és un carbonat de fórmula química PbCr³⁺₂(CO₃)₂(OH)₄·H₂O. Cristal·litza en el sistema ortoròmbic. La seva duresa a l'escala de Mohs és 2. És l'analeg amb crom(III) de la dundasita.
Segons la classificació de Nickel-Strunz, la petterdita pertany a «05.D - Carbonats amb anions addicionals, amb H₂O, amb cations grans i de mida mitjana» juntament amb els següents minerals: alumohidrocalcita, nasledovita, paraalumohidrocalcita, dresserita, dundasita, montroyalita, estronciodresserita, kochsandorita, hidrodresserita, schuilingita-(Nd), sergeevita i szymanskiïta.

## Formació i jaciments
Va ser descoberta a la mina Red Lead, al camp de Dundas del Districte de Zeehan, a Tasmània, Austràlia. També ha estat descrita al jaciment de Callenberg North, a la localitat de Callenberg, a Saxònia (Alemanya). Aquests són els dos únics indrets on ha estat trobada aquesta espècie mineral.